# كفايت
 كفايت  (بالإنجليزية: GAFAIT)‏ هي جماعة قروية تابعة لإقليم جرادة ضمن الجهة الشرقية بالمغرب. بلغ مجموع عدد سكان كفايت  حسب إحصاءات 2004 حوالي 2654 نسمة من بينهم 1 أجنبي يعيشون في 441 أسرة.

## إحصاء عام
| السنة | عدد السكان | عدد الأسر | عدد الأجانب |
| ----- | ---------- | --------- | ----------- |
| 1994  | 2395       | 350       | °°°°        |
| 2004  | 2654       | 441       | 1           |